# Käringtomat
Käringtomat, Solanum mammosum är en potatisväxtart som beskrevs av Carl von Linné. Käringtomat ingår i släktet skattor som ingår i familjen potatisväxter. Inga underarter finns listade i Catalogue of Life. Den växer vilt i delar av Amerika, men frukterna innehåller mycket mer solanin än domesticerade tomater och är därför oätliga

## Bildgalleri

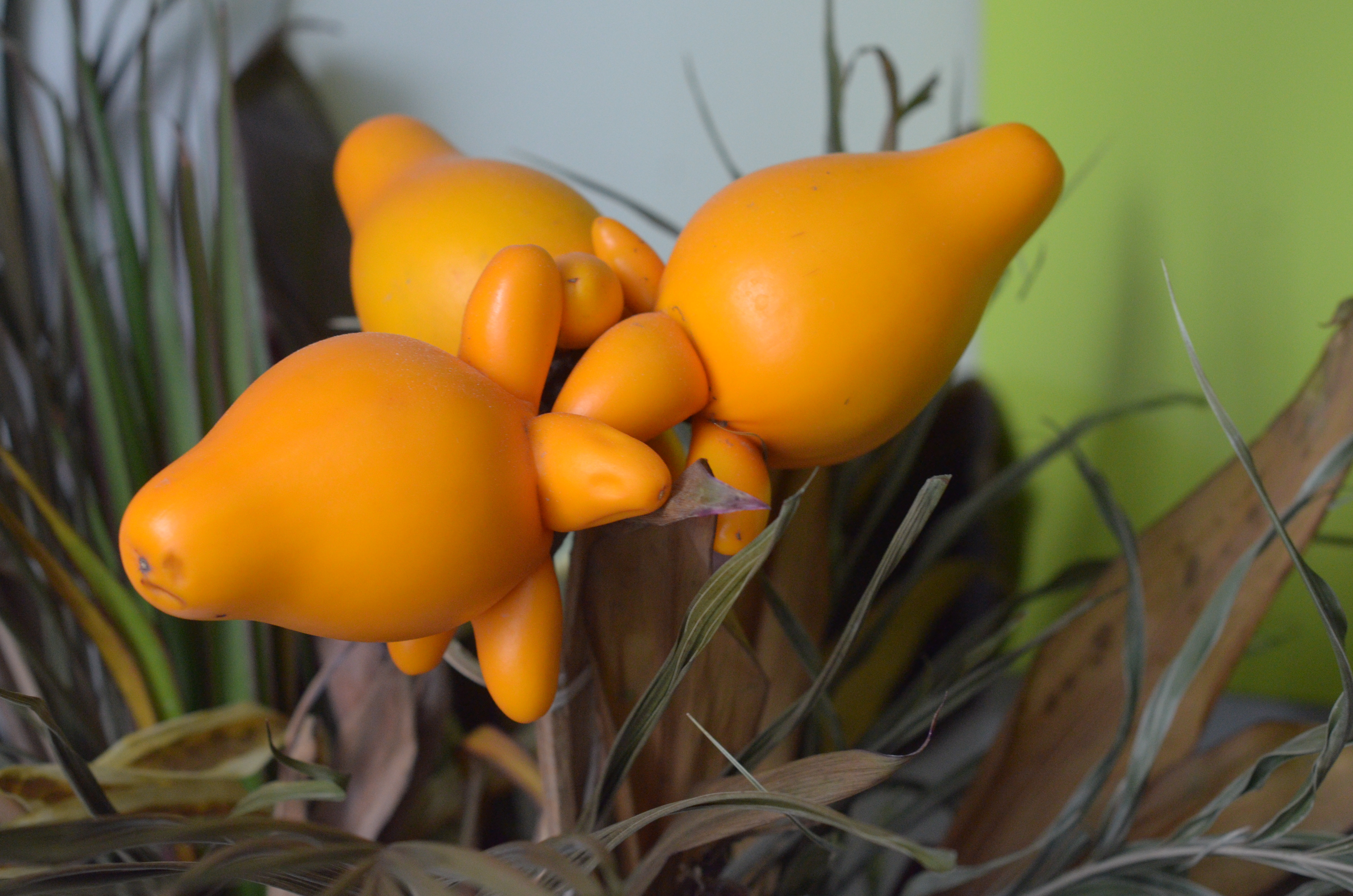
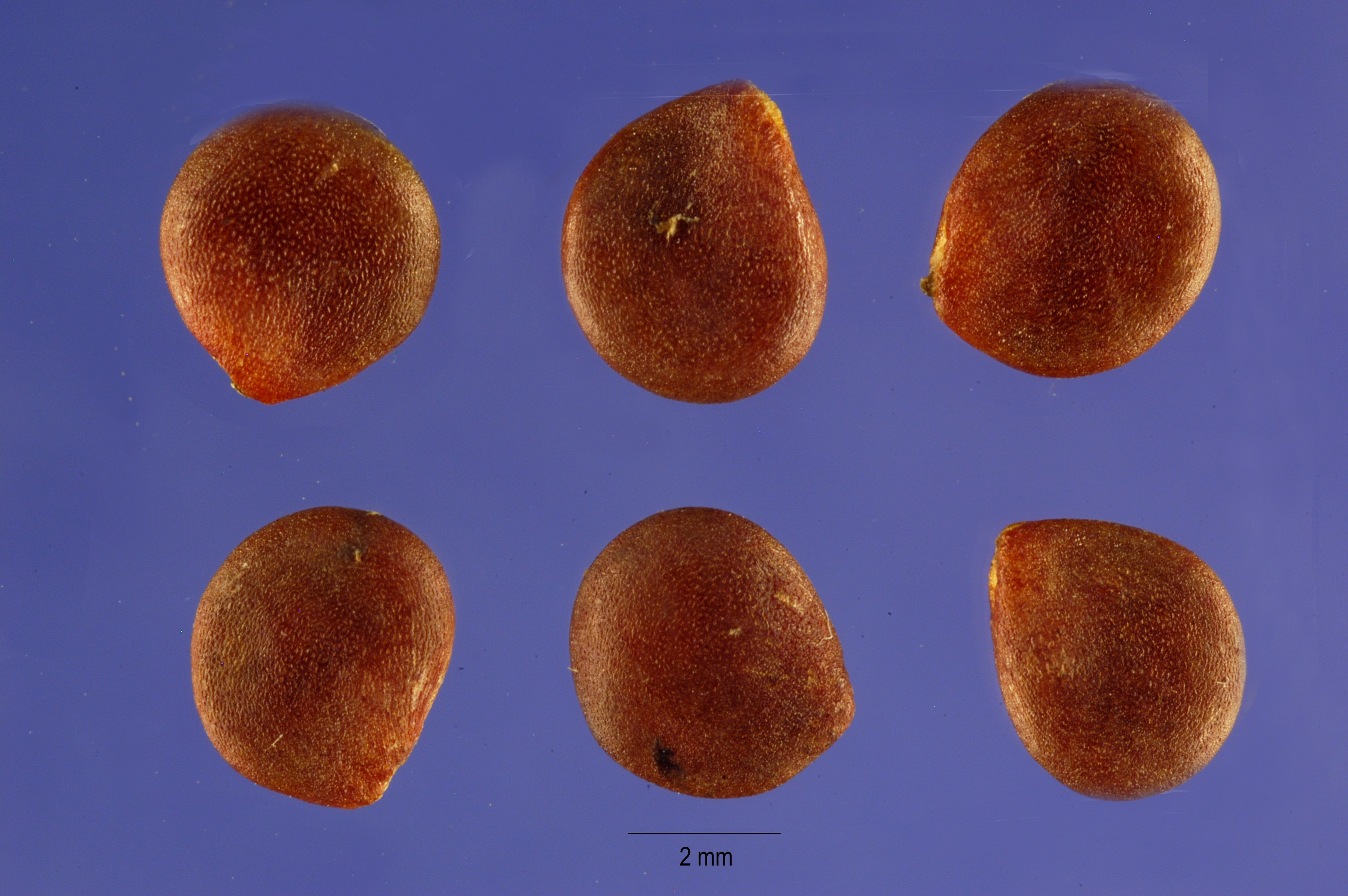
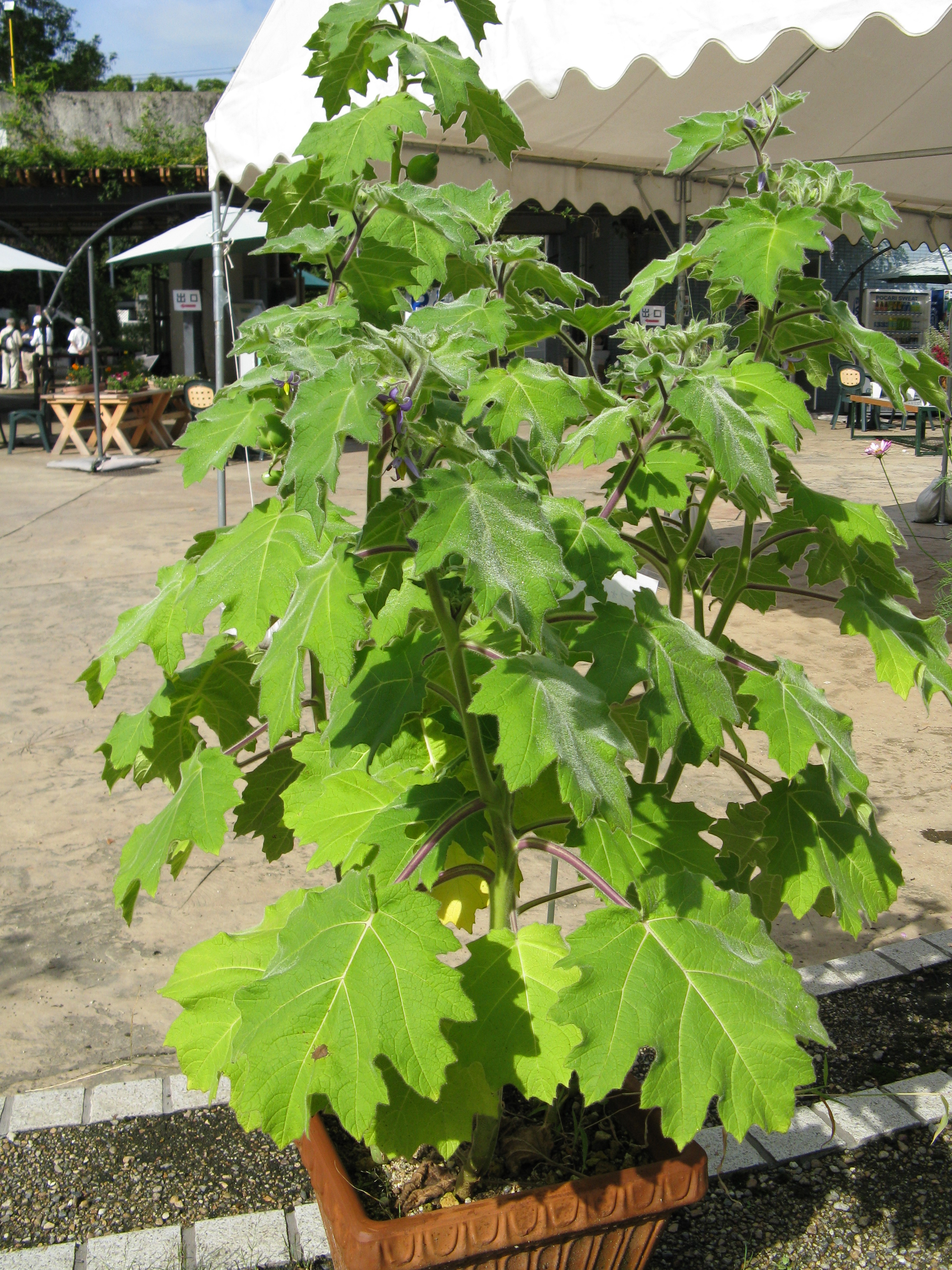
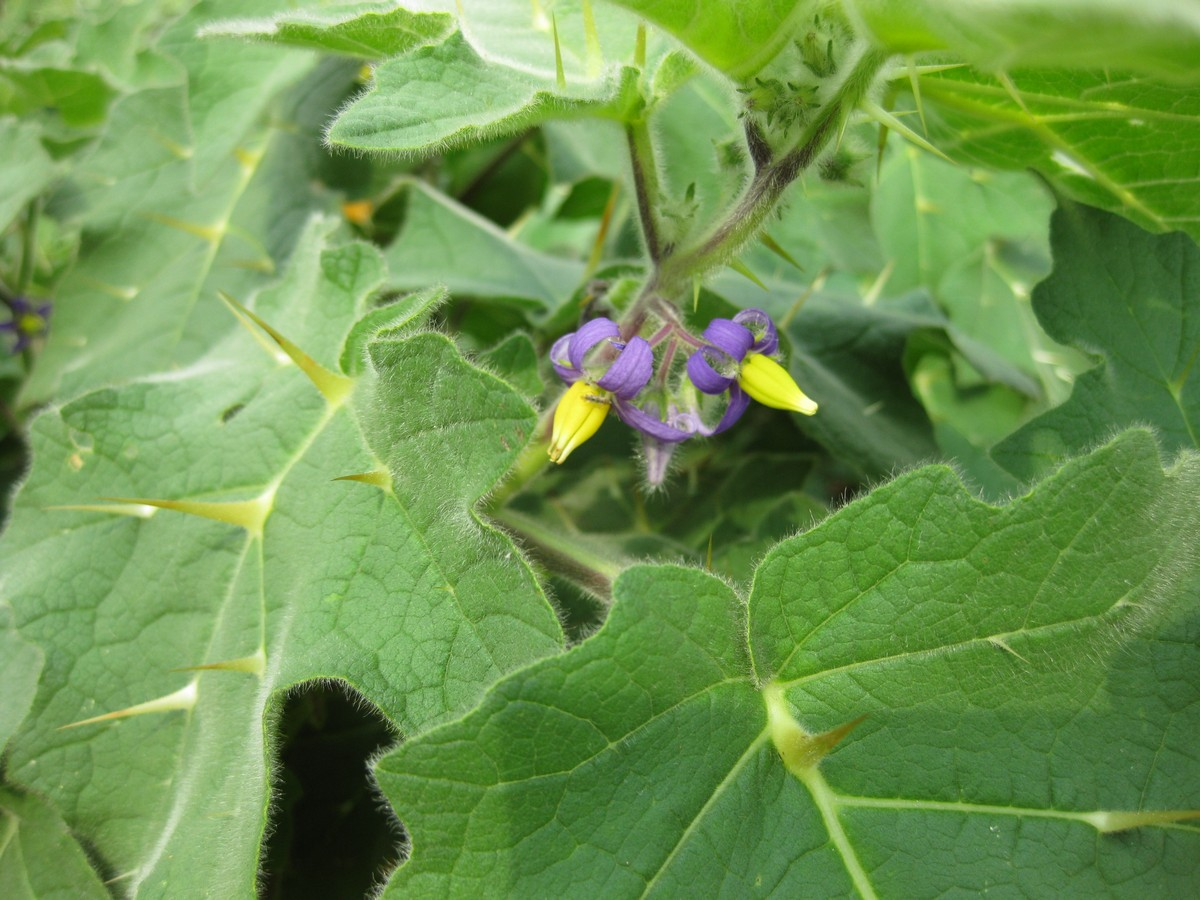